# Sanja Iveković
Sanja Iveković (Zagreb, Croàcia, 1949) és una artista croata. Va estudiar a l'Acadèmia de Belles Arts de Zagreb entre 1968 i 1971. La seva producció artística comprèn una gran varietat expressiva, des de la fotografia i la performance fins al vídeo i la instal·lació. És professora del Centre d'Estudis Femenins de Zagreb des del 1994 i, des de finals dels anys vuitanta, fundadora i membre de nombroses organitzacions no governamentals de Croàcia, com ara Elektra, Centre d'Art de Dones i B.a.B.e., aquest últim, un grup que reivindica els drets de la dona.